# Martine van der Velde
Martine Karin van der Velde (Groningen, 20 mei 1989) is een Nederlands politica namens de Partij voor de Vrijheid (PVV) en marketeer.  

## Politieke loopbaan
Van der Velde begon haar politieke loopbaan in de gemeenteraad van Utrecht, van mei 2022 tot mei 2023 was ze daar actief als commissielid van de PVV-fractie, al woonde ze slechts één vergadering bij.
Ze is sinds 6 december 2023 lid van de Tweede Kamer der Staten-Generaal en sinds 29 maart 2023 lid van de Provinciale Staten van de provincie Utrecht, ze is daar fractievoorzitter.
Tijdens de Tweede Kamerverkiezingen van 2023 stond zij op de twintigste plaats van de kandidatenlijst van de PVV.
Max Aardema · Reinder Blaauw · Maikel Boon · Vincent van den Born · Martin Bosma · Willem Boutkan · René Claassen · Patrick Crijns · Marco Deen · Teun van Dijck · Emiel van Dijk · Eric Esser · Chris Faddegon · Dion Graus · Peter van Haasen · Hidde Heutink · Patrick van der Hoeff · Léon de Jong · Alexander Kops · Gidi Markuszower · Rachel van Meetelen · Jeremy Mooiman · Edgar Mulder · Jeanet Nijhof-Leeuw · Joeri Pool · Dennis Ram · Robert Rep · Raymond de Roon · Peter Smitskam · Folkert Thiadens · Nico Uppelschoten · Jan Valize · Martine van der Velde · Elmar Vlottes · Marina Vondeling · Henk de Vree · Geert Wilders
- Parlement.com: vm7faz7nnqro